# Grauves
Grauves – miejscowość i gmina we Francji, w regionie Grand Est, w departamencie Marna.
Według danych na rok 1990 gminę zamieszkiwało 587 osób, a gęstość zaludnienia wynosiła 75 osób/km².